# آيت سيدي (آيت يعزم 1)
آيت سيدي هو دُوَّار يقع بجماعة آيت يعزم، إقليم الحاجب، جهة فاس مكناس في المملكة المغربية. ينتمي الدوّار لمشيخة آيت يعزم 1 التي تضم 5 دواوير. يقدر عدد سكانه بـ 1465 نسمة حسب الإحصاء الرسمي للسكان والسكنى لسنة 2004.

## وصلات خارجية
- البوابة الوطنية للجماعات الترابية
- المندوبية السامية للتخطيط